# Brignoliella quadricornis
Espèce
Synonymes
- Paculla quadricornis Roewer, 1963

Brignoliella quadricornis est une espèce d'araignées aranéomorphes de la famille des Tetrablemmidae.

## Distribution
Cette espèce se encontre aux Palaos, aux États fédérés de Micronésie et aux îles Marshall.

## Description
Le mâle décrit par Shear en 1978 mesure 1,19 mm et la femelle 1,23 mm.

## Publication originale
- Roewer, 1963 : Araneina: Orthognatha, Labidognatha. Insects Micronesia, vol. 3, no 4, p. 104-132 (texte intégral).